# Suzukia
Suzukia là một chi thực vật có hoa trong họ Hoa môi (Lamiaceae).

## Loài
Chi Suzukia gồm các loài: